# Balatro anguiformis
Balatro anguiformis is een raderdiertjessoort uit de familie Dicranophoridae. De wetenschappelijke naam van deze soort is voor het eerst geldig gepubliceerd in 1904 door Issel.